# Francisco de Borja (cardenal)
Francisco de Borja, cardenal de Cosenza (Játiva, 1441-Reggio Emilia, 4 de noviembre de 1511). Fue un cardenal español del siglo XV y principios del XVI, miembro del linaje de los Borja.

## Biografía
Siendo canónigo de Valencia, se marchó a Roma tras la elección del papa Alejandro VI quien lo nombró protonotario apostólico y tesorero general. Francisco de Borja fue obispo de Teano de 1495 a 1508, así como abad de las abadías de San Vincenzo en Volturno y de San Stefano di Sermo. También fue nombrado legado en la Campania y el papa Alejandro VI lo designó tutor de su hijo menor Juan de Borgia, conocido como el «infante romano».
Elevado a arzobispo de Cosenza, en la región de Calabria, en 1499, un año más tarde, en el consistorio que tuvo lugar el 28 de septiembre de 1500, el papa Alejandro VI lo nombró cardenal in pectore, nombramiento que fue hecho público el 2 de octubre de 1500. En 1503-1504 fue designado Camarlengo del Colegio cardenalicio. 
Participó en los dos cónclaves de 1503, en los que fueron elegidos Pío III (en el mes de septiembre)  y Julio II (en el mes de octubre). En 1510-1511 formó parte del concilio de Pisa contra el papa Julio II junto con los cardenales Federico Sanseverino, Bernardino López de Carvajal, Guillaume Briçonnet y René de Prie. Esto motivó que fuera depuesto de sus cargos y excomulgado.
Falleció el 4 de noviembre de 1511, en Reggio Emilia, en un viaje a Pisa, lugar donde fue sepultado, sin haberse enterado de su deposición y excomunión.